# 静岡県道138号御園伊豆仁田停車場線
静岡県道138号御園伊豆仁田停車場線（しずおかけんどう138ごう みそのいずにったていしゃじょうせん）は、静岡県三島市から同県田方郡函南町に至る一般県道である。

## 概要

### 路線データ
- 起点：静岡県三島市御園（静岡県道140号三島静浦港線交点）
- 終点：伊豆仁田停車場（静岡県田方郡函南町仁田）
- 実延長：2,018m[1]

## 沿革
- 1960年（昭和35年）4月1日 - 認定[2]

## 通過する自治体
- 静岡県
  - 三島市
  - 田方郡函南町

## 接続する道路
- 静岡県道140号三島静浦港線（起点：御園交差点）
- 伊豆中央道（国道136号バイパス）（伊豆中央道入口交差点）
- 国道136号（下田街道）（塚本陸橋交差点）
- 函南町道（終点：函南町仁田、「伊豆仁田駅」北西）

## 周辺
- 伊豆箱根鉄道駿豆線 伊豆仁田駅
- 静岡県立田方農業高等学校
- 函南町立西小学校
- 函南町立函南小学校
- 伊豆仁田駅前郵便局
- ザ・コンボ 函南店